# Breitenloh (Kronach)

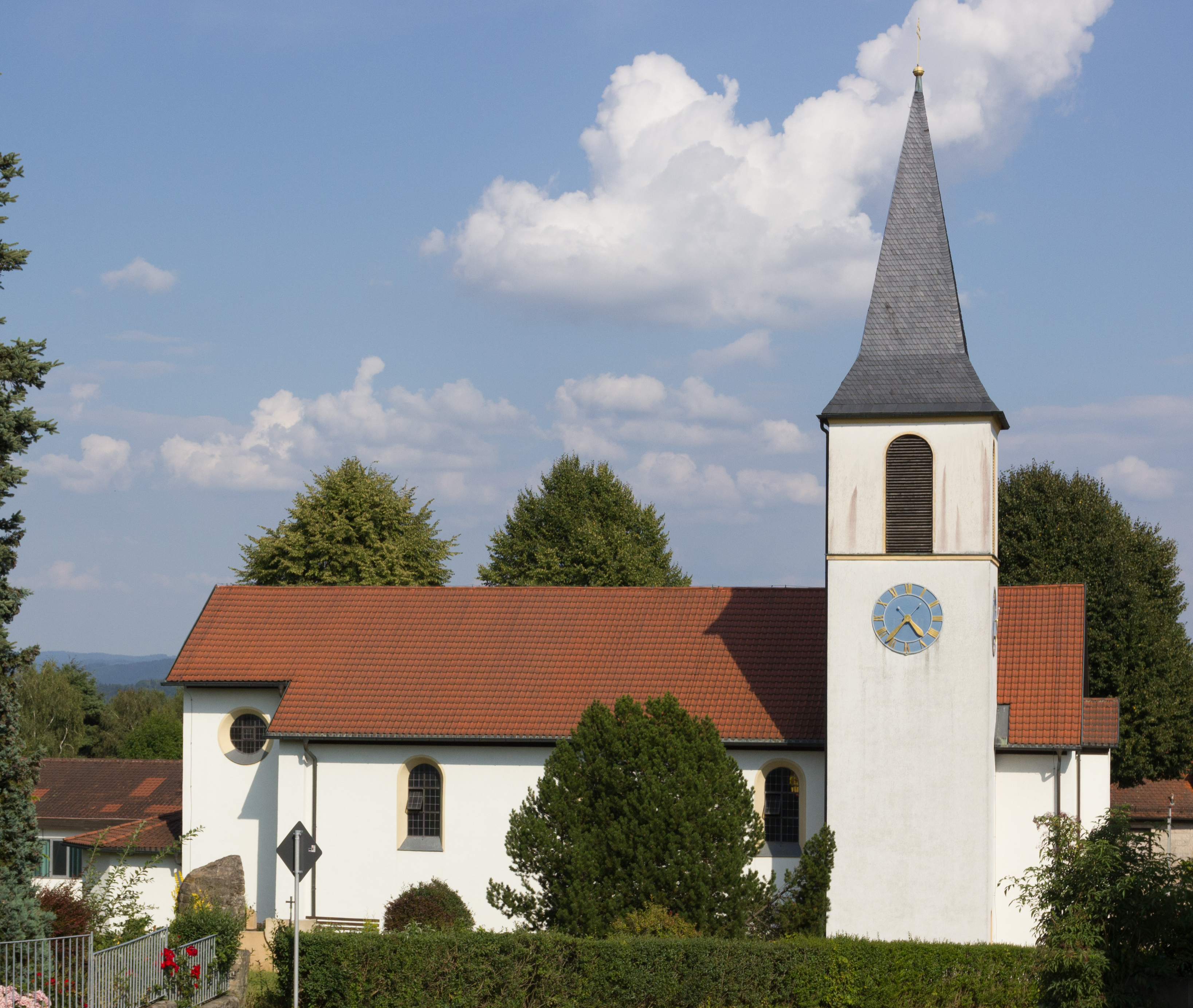
Katholische Pfarrkirche St. Bonifatius

Breitenloh ist ein Wohnplatz der Kreisstadt Kronach im Landkreis Kronach (Oberfranken, Bayern).

## Geographie
Das einstmalige Pfarrdorf ist als Ortsstraße Breitenloh (=B 303) im neu gebildeten Gemeindeteil Gehülz aufgegangen. Sie führt nach Entmannsdorf (0,8 km westlich) bzw. über Unterbreitenloh nach Kronach zur Bundesstraße 85 (1,7 km östlich). Der Ort liegt auf einem Höhenrücken, der nördlich in das Tal des Seelabach und südlich in das Tal des Paulusgrabens abfällt.

## Geschichte
Gegen Ende des 18. Jahrhunderts gab es in Breitenloh 15 Anwesen (1 Söldengütlein, 14 Tropfhäuser). Das Hochgericht übte das Rittergut Schmölz-Theisenort in begrenztem Umfang aus. Es hatte ggf. an das bambergische Centamt Kronach auszuliefern. Das Rittergut Schmölz-Theisenort war gleichzeitig auch Grundherr über sämtliche Anwesen.
Mit dem Gemeindeedikt wurde Breitenloh dem 1808 gebildeten Steuerdistrikt Neuses und der 1818 gebildeten Ruralgemeinde Gehülz zugewiesen. Am 1. Mai 1978 wurde Breitenloh im Zuge der Gebietsreform in Bayern in Kronach eingegliedert.

### Baudenkmäler
- Haus Nr. 57: Bauernhaus
- Katholische Pfarrkirche St. Bonifatius
- Bildstockaufsatz

- Haus Nr. 25: Zweigeschossiger, verputzter Walmdachbau. Südteil massiv. Der Scheitelstein der Haustür ist mit „...G 1827“ bezeichnet. Am Obergeschoss auf der Straßenseite befinden sich zwei leere Figurennischen. Die Gaube hat ein stichbogiges Fenster und einen flachen Giebel.[4] Das Haus listete Tilmann Breuer in dem Buch Landkreis Kronach von 1964 mit seiner ursprünglichen Hausnummer als Kunstdenkmal auf. Es ist in der Denkmalschutzliste nicht aufgeführt, da es entweder nicht aufgenommen, abgebrochen oder stark verändert wurde.

### Einwohnerentwicklung
| Jahr      | 001818 | 001861 | 001871 | 001885 | 001900 | 001925 | 001950 | 001961 | 001970 |
| Einwohner | 99     | 240    | 240    | 232    | 286    | 324    | 411    | 305    | 431 *  |
| Häuser    | 26     |        |        | 28     | 29     | 38     | 50     | 55     |        |
| Quelle    | [ 3 ]  | [ 6 ]  | [ 7 ]  | [ 8 ]  | [ 9 ]  | [ 10 ] | [ 11 ] | [ 12 ] | [ 13 ] |

## Religion
Der Ort ist römisch-katholisch geprägt und war ursprünglich nach St. Johannes der Täufer in Kronach gepfarrt. Seit der Gründung der Pfarrei St. Bonifatius 1937 sind die Katholiken dorthin gepfarrt.

## Weblink
- Breitenloh in der Ortsdatenbank des bavarikon, abgerufen am 20. August 2021.